# اوله لیلو-اولسن
اوله لیلو-اولسن (به نروژی: Ole Lilloe-Olsen) ورزشکار مرد رشتهٔ ورزش تیراندازی اهل کشور نروژ است. وی در بین سال‌های ‎۱۹۲۰ تا ۱۹۲۴ میلادی در مسابقات بازی‌های المپیک تابستانی در مجموع ۶ مدال، شامل ۵ مدال طلا و ۱ نقره را کسب کرد.